# 未命名的章節

《未命名的章節》

《未命名的章節》，是澳門創作人協會在2007年度的創作項目，於2008年出版。內容通過文字、音樂及影像保存但已碩果僅存的澳門人事景物和生活片段，展示澳門情懷和風土人情。其中以小故事、漫畫和攝影三種不同的創作手法，呈現心中的澳門。其出版獲澳門不少書評人廣泛好評。

## 內容
全書共分為六類：澳門人、澳門老行業、懷舊美食、向隅之物、街頭巷尾活動、舊區建築。由一隻喜歡流浪的小貓做主導，帶領讀者穿街過巷遊澳門。小貓阿無以浪遊者的身份，帶著距離感地看待澳門的人事景物，發掘一個新角度給讀者觀察全個澳門。